# Peter Medak
Peter Medak (* 23. Dezember 1937 in Budapest, Ungarn; auch Péter Medák) ist ein ungarischer Filmregisseur.

## Leben und Leistungen
Medak flüchtete 1956 während des Ungarischen Volksaufstands nach England, wo er ab dem Folgejahr in der Filmbranche Erfahrungen sammelte. Er führte in Fernsehserien, Fernsehfilmen und Kinofilmen Regie. Sein erster Kinofilm war das Drama Negatives mit Glenda Jackson. Medak war in seiner bisher 50-jährigen Berufslaufbahn über 50 mal als Regisseur tätig, zum Beispiel in der Musicalkomödie The Ruling Class mit Peter O’Toole, dessen Hauptrolle für den Oscar nominiert wurde. Zu Medaks weiteren Werken zählen: der Thriller Romeo Is Bleeding mit Gary Oldman und Lena Olin, das Filmdrama Der Glöckner von Notre Dame mit Mandy Patinkin, Richard Harris und Salma Hayek, bei dem Medak auch als Koproduzent fungierte, und der Science-Fiction-Film Species II mit Michael Madsen und Natasha Henstridge.
Mit seiner ersten Ehefrau Katherine LaKermance, die 1972 in London starb, hat er zwei Kinder. Zwei weitere Kinder stammen aus der später geschiedenen Ehe mit der britischen Schauspielerin Carolyn Seymour. Von 1988 bis 2003 war Medak mit der Sängerin Julia Migenes verheiratet.
Bei den Internationalen Filmfestspielen von Cannes 1972 wurde er für The Ruling Class für die Goldene Palme nominiert. 1991 gewann er den Evening Standard British Film Award für Die Krays als bester Film. Im selben Jahr wurde er für diesen Film beim Fantasporto für den International Fantasy Film Award nominiert.

## Filmografie (Auswahl)
- 1965: Court Martial (Fernsehserie, eine Folge)
- 1967: Feuerdrache (Fathom) (Regie-Assistent)
- 1968: Negatives
- 1969: Spezialauftrag (Strange Report, Fernsehserie, 2 Folgen)
- 1971: Die 2 (The Persuaders!, Fernsehserie, Folge 1x24)
- 1972: The Ruling Class
- 1972: A Day in the Death of Joe Egg
- 1973: Heiraten wir morgen (The Third Girl From the Left)
- 1974: Ghost in the Noonday Sun
- 1975: Sporting Chance
- 1976–1977: Mondbasis Alpha 1 (Space: 1999, Fernsehserie, 2 Folgen)
- 1977: The Rocking Horse Winner (Fernsehfilm)
- 1977: Modern Love (Musikvideo zu dem Lied von Peter Gabriel)[1]
- 1978: The Odd Job
- 1978: Die Profis (The Professionals, Fernsehserie, Folge 2x02)
- 1978: Simon Templar – Ein Gentleman mit Heiligenschein (Return of the Saint, Fernsehserie, Folge 1x09)
- 1980: Das Grauen (The Changeling)
- 1980: The Babysitter (Fernsehfilm)
- 1981: Zorro mit der heißen Klinge (Zorro, The Gay Blade)
- 1981: Das letzte Paradies – Schatten der Vergangenheit (Mistress of Paradise, Fernsehfilm)
- 1982: Hart aber herzlich (Hart to Hart, Fernsehserie, 4 Folgen)
- 1982: Cry for the Strangers (Fernsehfilm)
- 1982: Cosmic Princess (Fernsehfilm)
- 1983: Remington Steele (Fernsehserie, Folge 3x08)
- 1984–1987: Große Märchen mit großen Stars (Faerie Tale Theatre, Fernsehserie, 4 Folgen)
- 1985: Magnum (Magnum, p.i., Fernsehserie, Folge 5x13)
- 1985: Breakin’ Through
- 1985–1987: Twilight Zone (The Twilight Zone, Fernsehserie, 7 Folgen)
- 1986: The Men’s Club
- 1987: Chefarzt Dr. Westphall (St. Elsewhere, Fernsehserie, Folge 5x12)
- 1987: Crime Story (Fernsehserie, Folge 1x21)
- 1987: Die Schöne und das Biest (Beauty and the Beast, Fernsehserie, Folge 1x08)
- 1989: The Metamorphosis, a Study: Nabokov on Kafka
- 1990: Die Krays (The Krays)
- 1991: Gib’s ihm, Chris! (Let Him Have It)
- 1992: Geschichten aus der Gruft (Tales from the Crypt, Fernsehserie, Folge 4x07)
- 1993: Romeo Is Bleeding
- 1994: Der Traum von Apollo XI (Pontiac Man)
- 1994–1998: Homicide (Homicide: Life on the Street, Fernsehserie, 6 Folgen)
- 1996: Embraced – Clan der Vampire (Kindred: The Embraced, Fernsehserie, 2 Folgen)
- 1997: Der Glöckner von Notre Dame (The Hunchback, Fernsehfilm)
- 1998: Species II
- 1999: Law & Order: Special Victims Unit (Fernsehserie, Folge 1x08)
- 2000: Chicago Hope – Endstation Hoffnung (Chicago Hope, Fernsehserie, Folge 6x15)
- 2000: David Copperfield (Fernsehfilm)
- 2001: The Feast of All Saints (Fernsehfilm)
- 2001–2003: The Guardian – Retter mit Herz (The Guardian, Fernsehserie, 3 Folgen)
- 2002: The Wire (Fernsehserie, Folge 1x03)
- 2003: Carnivàle (Fernsehserie, Folge 1x04)
- 2004: Eine himmlische Familie (7th Heaven, Fernsehserie, Folge 8x18)
- 2004: Dr. House (House, Fernsehserie, Folge 1x06)
- 2006: Agatha Christie’s Marple: Lauter reizende alte Damen (By the Pricking of My Thumbs, Fernsehfilm)
- 2007: Masters of Horror (Fernsehserie, Folge 2x12)
- 2008: Sex & Lies in Sin City (Fernsehfilm)
- 2009: Breaking Bad (Fernsehserie, Folge 2x06)
- 2009: Cold Case – Kein Opfer ist je vergessen (Cold Case, Fernsehserie, Folge 7x10)
- 2013–2014: Hannibal (Fernsehserie, 2 Folgen)
- 2014: The Assets (Miniserie, 2 Folgen)
- 2015–2017: Hand of God (Fernsehserie, 3 Folgen)
- 2017: Dating Game Killer (Fernsehfilm)
- 2018: The Ghost of Peter Sellers (Dokumentarfilm)